# Astracantha arnacantha
Astracantha arnacantha là một loài thực vật có hoa trong họ Đậu. Loài này được (M.Bieb.) Podlech miêu tả khoa học đầu tiên.